# Jutlândia Central (região)
A Região da Jutlândia Central (Region Midtjylland, em dinamarquês) é uma das 5 regiões administrativas da Dinamarca.
Está situada na porção centro-norte da península da Jutlândia.
O seu centro administrativo (hovedsæde) está na cidade de Viborg, dispondo de centros administrativos menores em  Holstebro, Horsens e Aarhus. O seu Conselho Regional (Regionsråd) tem 41 deputados.
A sua maior cidade é Aarhus.
Ocupa uma superfície de 13,008 km² e tem 1,322,048 habitantes (2021).

Foi criada em 1º de janeiro de 2007 pela Reforma Estrutural da Dinamarca, que substituiu os 14 antigos condados (amter) por cinco (regioner). 
A Região da Jutlândia Central encontra-se na porção centro-norte da península da Jutlândia e compreende os antigos condados de Ringkjøbing (Ringkøbing Amt) e Århus (Aarhus Amt), assim como o norte do condado de Vejle (Vejle Amt) e o sul do condado de Viborg (Viborg Amt).

## Áreas de responsabilidade
A Região da Jutlândia Central tem como função dominante a gestão da saúde pública.                                                                                                                                  Está igualmente encarregada da gestão de várias instituições sociais regionais e da planificação geral da região, com especial relevo para os transportes coletivos.                                                                                    O seu financiamento é feito pelo estado e pelas comunas, não tendo direito a lançar impostos regionais.                      

## Municípios
A Região da Jutlândia Central (Region Midtjylland) é constitida por 19 comunas (kommuner).

| - Århus - Favrskov - Hedensted - Herning - Holstebro - Horsens - Ikast-Brande | - Lemvig - Norddjurs - Odder - Randers - Ringkøbing-Skjern - Samsø | - Silkeborg - Skanderborg - Skive - Struer - Syddjurs - Viborg |